# Janine Beckie
Janine Elizabeth Beckie (Highlands Ranch, 20 de agosto de 1994) é uma futebolista canadense que atua como atacante.

## Carreira
Janine Beckie fez parte do elenco da Seleção Canadense de Futebol Feminino, nas Olimpíadas do Rio 2016 e Tokyo 2020.